# Mojorejo (Kedungadem)
Mojorejo is een bestuurslaag in het regentschap Bojonegoro van de provincie Oost-Java, Indonesië. Mojorejo telt 1516 inwoners (volkstelling 2010).